# 루이스 히메네스 (1982년)
루이스 안토니오 히메네스(Luis Antonio Jiménez , 1982년 5월 7일 ~ )은 베네수엘라 출신의 야구선수이다.

## 경력

### 마이너리그
1999년에 오클랜드 어슬래틱스와 계약한다. 그 후, 볼티모어 오리올스, 로스앤젤레스 다저스의 산하 마이너 리그팀에서 뛴다.
2006년 2월에는 보스턴 레드삭스와 마이너 계약을 한다. 더블A에서 뛰면서 .276의 타율과 70개의 타점, 17개의 홈런이라는 성적을 남긴다. 2007년에는 메이저 리그 스프링 트레이닝의 초청선수로서 참가하였으며, 같은 해 볼티모어 오리올스 산하 더블A에서 뛰면서 .328의 타율과 22개의 홈런을 때려낸다. 2008년에는 워싱턴 내셔널스 산하 더블A에서 뛰게 된다.

### 홋카이도 닛폰햄 파이터스
2008년시즌이 끝난 후에는 FA가 되어 일본에 있는 팀인 홋카이도 닛폰햄 파이터스와 계약하게 된다. 개막전부터 1군에 있었으며, 주로 상대투수가 우투수일 경우에 1루수로서 경기에 나갔다. 같은 해 6월 9일에는 타격이 부진해서 1군에 있지 못하였고, 7월 27일에는 전력 외 통보를 받았다. 결국, 8월 3일에는 시즌 도중에 팀을 나가게 되었으며 일본 재적 당시 사와무라의 영향 탓인지 일본에서 투수들이 선호하는 14번을 달았다.

### 시애틀 매리너스,토론토 블루제이스
2011년 1월 7일에는 시애틀 매리너스와 마이너 계약을 맺으며, 산하 트리플A에서 74경기에 출장하여 .285의 타율과 12개의 홈런을 기록한다.
2012년에는 개막을 트리플A에서 맞이하여 125경기에 나와 .312라는 높은 타율과 20개의 홈런을 쳐내며 정확성과 파워를 함께 보여주었다. 거기에 OPS도 .911나 되어 좋은 모습을 많이 보여주었다. 그 결과, 9월 4일에는 메이저 리그로 승격된다. 그리고 승격 되고 바로 경기에 출장하며 늦은 나이에 메이저 리그에 데뷔했으며, 7일에 있었던 오클랜드 어슬래틱스전에서는 메이저 리그 첫 안타를 쳐낸다. 그러나 12월 11일에 토론토 블루제이스와 마이너 계약을 맺는다.
2013년에는 토론토 블루제이스 산하의 트리플A팀에서 뛰며 .285의 타율과 18개의 홈런을 쳐낸다. 그리고, 같은 해 12월 11일에는 롯데 자이언츠와 계약했다.

### 롯데 자이언츠
2014년의 시범경기에서는 햄스트링 부상으로 인해 3경기밖에 나오지 못했으며, 8타수 1안타(.125)밖에 기록하지 못했다. 하지만, 1개의 안타를 큼지막한 홈런으로 때려내며 장타력을 과시했다. 히메네스는 일본에서 내가 실패한 것은 그곳에 적응하지 못했기 때문이라고 말하며 그를 표본으로 삼아 이번에는 좋은 모습을 보이겠다며 자신을 내비췄다. 거기에 롯데는 히메네스의 개인 트레이너 동행을 허락하며 도움을 줬다.
햄스트링 부상으로 2군에서 재활 치료를 하던 히메네스는 2014년 4월 10일 LG전에 1군 등록되어 데뷔전에서 10회말 끝내기 3점 홈런을 기록했다. 히메네스의 첫인상은 강렬했으며 팬들에게 4번 타자에 대한 기대를 하게 하는 대목이었으며 이 날 울려퍼졌던 히메네스의 응원가는 홈런포와 함께 엄청난 화제가 되었다. 히메네스는 홈런볼을 주운 팬에게 사례를 할테니 꼭 찾고 싶다는 의사를 내비췄고 이 소식을 들은 홈런볼 주인의 승락으로 홈런볼 전달이 이루어졌다. 히메네스에 대한 기대치와 애정이 높아지는 만큼 히메네스의 성적은 다른 외인타자보다 늦게 출발했음에도 불구하고 그들과 견주어 결코 뒤지지 않는 성적을 보이고 있다. 롯데 자이언츠의 친화력은 누구나 인정하는 바, 이는 외국인 선수들에게도 다르지 않았다. 팀 선수들은 히메네스가 심심할 틈 없이 대화를 걸며 친근하게 대하고 이에 화답하듯이 히메네스는 엄청난 입담과 적응력으로 팀에 녹아들고 있다. 결국 팀 적응을 걱정해 데려왔던 개인 트레이너는 자국으로 돌아갔다고 한다. 하지만 고국 베네수엘라의 내전으로 인한 가족 걱정에 최근에는 타격감이 부진한 상태이다. 게다가 무릎 부상이 발생해 7월 28일 이후 재활군에 머물다 8월 26일에 복귀했으나 초반의 타격감을 보여 주지 못한 채 김시진 감독에게 전력 외 취급 당하며 1군 엔트리에 말소되었다. 2014 시즌 종료 후 롯데에서 방출당했다. 2015 시즌에는 그를 대신하여 짐 아두치가 영입된다.

## 연도별 타격 성적
| 연 도        | 소 속        | 경 기 | 타 석 | 타 수 | 득 점 | 안 타 | 2 루 타 | 3 루 타 | 홈 런 | 루 타 | 타 점 | 도 루 | 도 루 자 | 희 생 번 | 희 생 플 | 볼 넷 | 고 4 | 사 구 | 삼 진 | 병 살 타 | 타 율 | 출 루 율 | 장 타 율 | O P S |
| ------------ | ------------ | ----- | ----- | ----- | ----- | ----- | ------- | ------- | ----- | ----- | ----- | ----- | -------- | -------- | -------- | ----- | ---- | ----- | ----- | -------- | ----- | -------- | -------- | ----- |
| 2009년       | 닛폰햄       | 39    | 127   | 121   | 13    | 28    | 5       | 0       | 5     | 48    | 14    | 0     | 0        | 0        | 0        | 5     | 0    | 1     | 35    | 4        | .231  | .268     | .397     | .664  |
| 2012년       | SEA          | 7     | 18    | 17    | 0     | 1     | 0       | 0       | 0     | 1     | 0     | 0     | 0        | 0        | 0        | 1     | 0    | 0     | 4     | 0        | .059  | .111     | .059     | .170  |
| 통산：JBO1년 | 통산：JBO1년 | 39    | 127   | 121   | 13    | 28    | 5       | 0       | 5     | 48    | 14    | 0     | 0        | 0        | 0        | 5     | 0    | 1     | 35    | 4        | .231  | .268     | .397     | .664  |
| 통산：UBO1년 | 통산：UBO1년 | 7     | 18    | 17    | 0     | 1     | 0       | 0       | 0     | 1     | 0     | 0     | 0        | 0        | 0        | 1     | 0    | 0     | 4     | 0        | .059  | .111     | .059     | .170  |

1. ↑  “【背番号物語】「＃14」伝説から始まった栄光の投手ナンバー”. 슈칸 베이스볼. 2017년 12월 22일. 2024년 3월 13일에 확인함.
2. ↑  “日本ハム背番14はルーキーで10勝酒井ら投手中心”. 닛칸스포츠. 2021년 1월 13일. 2024년 3월 13일에 확인함.